# Manöver Schneeflocke
Manöver Schneeflocke  war in der DDR die Bezeichnung von seit 1968 jährlich an den Schulen stattfindenden wehrsportlichen Wettkämpfen für die Thälmann-Pioniere. Auf dem Gebiet der ehemaligen DDR wird der Begriff für Wettbewerbe bei Jugendfeuerwehren weiterverwendet.

## Hintergrund
Im Zuge der zunehmenden Militarisierung wollte das SED-Regime in alle Lebensbereiche vordringen. Um bereits Kinder und Jugendliche mit dem Militär vertraut zu machen, führte man in den Schulen das Manöver Schneeflocke für das erste bis siebente Schuljahr ein. Für die Klasse 8 bis 10 gab es die Hans-Beimler-Wettkämpfe. 
Sie dienten der vormilitärischen Ausbildung und der ideologischen Schulung. Die Schüler sollten sich das ganze Jahr lang auf die Wettkämpfe vorbereiten, sowohl innerhalb des Unterrichts, hier vornehmlich im Sportunterricht, sowie bei außerschulischen Veranstaltungen.

## Ablauf
Das Manöver Schneeflocke wurde von der jeweiligen Schule organisiert und fand jährlich kurz vor den Winterferien unter Aufsicht der NVA und der Betriebskampfgruppen statt. Es handelte sich um Schieß- und Geländeübungen, die in Form von spielerischen Wettkämpfen ausgetragen wurden. Dazu gehörten neben dem Marschieren mit dem Kompass das Schießen mit Holzgewehren. Weiter wurden Puzzles zum Thema „Übungen der NVA“ gemacht, militärischer Modellbau betrieben und Kartenlesen gelernt.

## Nach 1989
Nach der Wende wurde der Begriff für im Winter stattfindende Wettkämpfe zwischen den Jugendfeuerwehren übernommen. Ziel ist es, die Jugendwehren sowie ihre Jugendwarte und Betreuer zusammenzubringen sowie technisches und theoretisches Wissen aufzufrischen.